# Jeff Hearn
Jeff(ery) Richard Hearn (* 5. August 1947) ist ein britischer Soziologe und einer der Mitbegründer der kritischen Männerforschung (Critical studies on men) im englischsprachigen Raum.

## Leben
Nach dem Studium an den Universitäten in Oxford (1965–1973) und Leeds (1973–1974) mit der Spezialisierung auf Organisationssoziologie erwarb Jeff Hearn 1986 den PhD in Gesellschaftstheorie und -planung und Patriarchatstheorien an der Universität Bradford.
Seine erste Monographie Gender of Oppression, eine neomarxistische, profeministische Patriarchatskritik erschien 1987.
In seiner Studienzeit und darüber hinaus war Jeff Hearn auch in der britischen Männerbewegung aktiv und schrieb unter anderem in "Achilles Heel" – dem Magazin der Profeministen in Großbritannien – programmatische Artikel zu Zielen der Bewegung und den daraus entstehenden "Critical Studies of Men" (Kritische Männerforschung).
Nach Anstellungen als Forschungsbeauftragter, Professor oder Gastprofessor an Universitäten in Bradford, Manchester, Sunderland, Åbo, Oslo und anderen arbeitet Hearn zurzeit als Professor an der Schwedischen Handelshochschule in Helsinki.
Jeff Hearn ist Mitherausgeber einiger wichtiger sozialwissenschaftlicher Zeitschriften, zum Beispiel:
- Gender, Work and Organization. Blackwell, Oxford, ISSN 0968-6673. (1994–)
- Leadership. Sage, London, ISSN 1742-7150
- Men and Masculinities. Sage, London, ISSN 1097-184X
- Sexualities: Studies in Culture and Society. Sage, London, ISSN 1363-4607

### Prinzipien der kritischen Männerforschung
Jeff Hearn entwickelte fünf Prinzipien, die für eine zukünftige kritische Männerforschung Anwendung finden sollten (erstveröffentlicht 1987 in Achilles Heel):
1. Männer sollten die Autonomie der Frauenforschung respektieren, was nicht heißen soll, umgekehrt eine Autonomie der Männerforschung einzufordern.
2. Männerforschung soll Frauen und Männern offenstehen.
3. Das vorrangige Ziel der Männerforschung ist die Entwicklung einer Kritik an männlicher Praxis, zumindest teilweise aus feministischer Sichtweise.
4. Männerforschung ist interdisziplinär anzulegen.
5. Männer, die Männerforschung betreiben, müssen ihre Praxis des Forschens, Lernens, Lehrens und Theoretisierens hinterfragen, um nicht die patriarchale Form eines desinteressierten Positivismus zu reproduzieren. Ziel sei eine Bewusstseinserweiterung der Männer.

1990 ergänzte Jeff Hearn zusammen mit David Morgan in The critique of men diese Prinzipien noch um die Punkte, dass (heterosexuelle) Männer sich nicht um Forschungsgelder und Universitätsposten bewerben sollen, die für Geschlechterforschung ausgeschrieben wurden, und dass feministische Wissenschaft und Frauenforschung in der eigenen Forschung und in den Institutionen zu unterstützen sei.

### Forschungsschwerpunkte
- herrschaftskritische Geschlechterforschung mit dem Fokus auf männliche Gewalt gegen Frauen und Kinder
- Organisationssoziologie mit den Fokus auf Geschlecht, Sexualität und Gewalt in Organisationen
- Auswirkungen von Globalisierung auf Männer, Organisationen, Management und soziale Wohlfahrtssysteme
- Sozialtheorie und Kultursoziologie

### Verbindung von Forschung und Politik
Hearn nahm als Forschender und Experte an Projekten verschiedener Regierungen, politischer Organisationen und Institutionen unter anderem zu folgenden Themen teil:
- EU-Projekt CROME – Critical Research On Men In Europe[2], eine vergleichende Studie zur Situation von Männern in Europa

- Experte für das Außenministerium Finnlands im Rahmen eines Projekts zur Förderung von Frauen in den baltischen Staaten (Riga, 1999)

- Mitglied einer internationalen Expertengruppe (2001–2004) für UNICEF, die Schwedische Regierung und SIDA (Swedish International Development Cooperation Agency) zum Thema: Beendigung geschlechtsspezifischer Gewalt

- Experte für Amnesty International Finnland für eine internationale Anti-Gewalt Internetkampagne

- Gründungsmitglied von „Profeministimiehet“ im Jahr 1999, einer Profeministischen Aktivistengruppe in Helsinki